# Sint-Veerlekerk (Oostkerke)

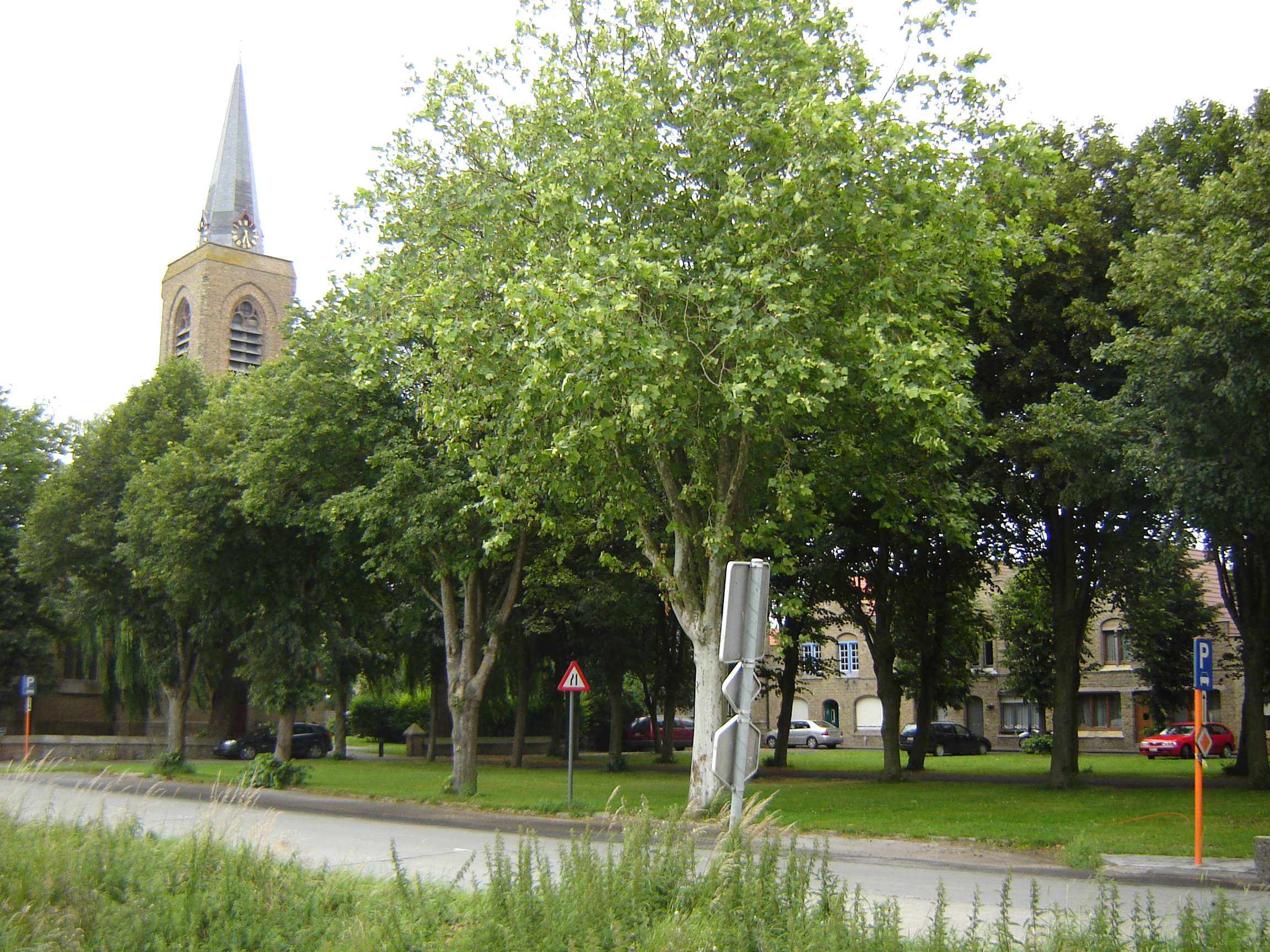
Sint-Veerlekerk

De Sint-Veerlekerk (ook: Sint-Pharaïldiskerk) is de parochiekerk van het tot de West-Vlaamse gemeente Diksmuide behorende dorp Oostkerke, gelegen aan het Sint-Veerleplein. De kerk is gewijd aan Pharaïldis van Gent.

## Geschiedenis
Omstreeks 1180 werd door de afstammelingen van Volcraven van Lampernisse een kapel gebouwd op de pas ontgonnen schorren ten oosten van Lampernisse.
In 1554 werden twee nieuwe altaren geplaatst, één daarvan was gewijd aan Sint-Veerle. Aangezien het attribuut van deze heilige een gans is, werd er vaak pluimvee geschonken door de bedevaartgangers. De kerk had in 1566 mogelijk te lijden van de Beeldenstorm.
Het kerkje betrof een eenbeukig bouwwerk met halfingebouwde westtoren. Het koor was verbreed tot een tweebeukige hallenkerk, waarbij een noordelijk Onze-Lieve-Vrouwealtaar aanwezig was.
Deze kerk werd tijdens de Eerste Wereldoorlog in een aantal fasen volledig verwoest. Het puin werd deels gebruikt om wegen en loopgraven mee te versterken.
In het kader van de wederopbouw werd het dorp verplaatst in noordelijke richting. Vanaf 1920 werd gekerkt in een houten noodkerk, en in 1922 werd de kerk herbouwd op een andere plaats dan oorspronkelijk, en bovendien als driebeukige hallenkerk, aangezien het aantal parochianen was toegenomen. In 1923 werd de kerk ingewijd.

## Interieur
In de kerk bevindt zich een 17e-eeuwse grafsteen uit de oude kerk. Het kerkmeubilair dateert van 1924 en is neogotisch. Enkele schilderijen zijn van 1716 en worden toegeschreven aan de Vlaamse School.